# Гарслебен
Гарслебен (нім. Harsleben) — громада у Німеччині, розташована в землі Саксонія-Ангальт. Входить до складу району Гарц. Складова частина об'єднання громад Форарц.
Площа — 27,86 км2. Населення становить 2137 ос. (станом на 31 грудня 2021).